# Parc naturel du Steigerwald

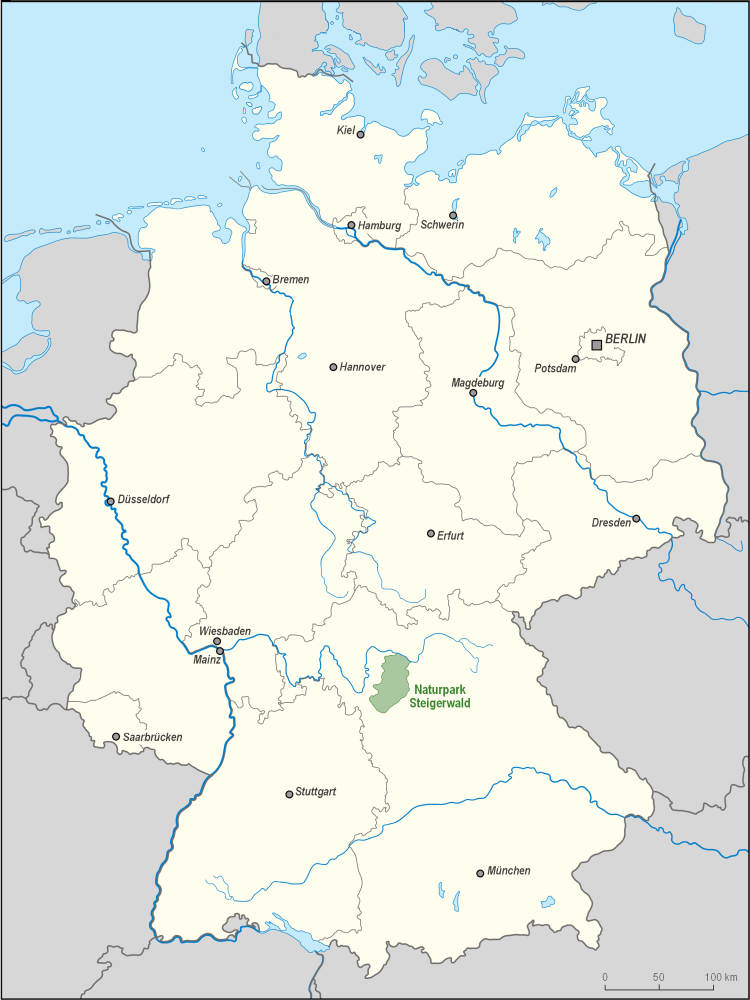
La forêt de Steiger sur une carte de l'Allemagne

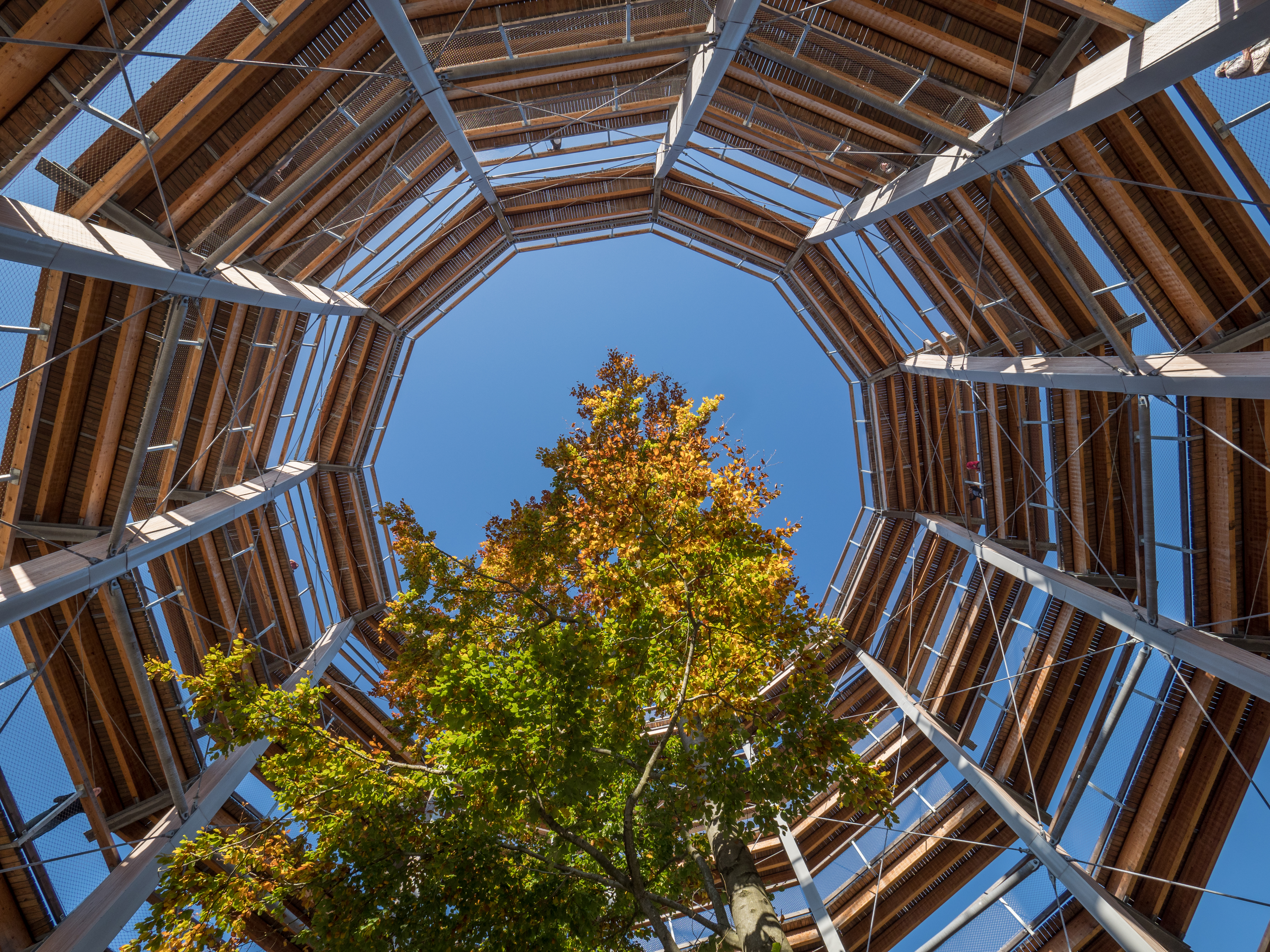
Tour d'observation dans le parc. Octobre 2017.

Le parc naturel du Steigerwald est un parc naturel du nord de la Bavière situé entre les villes de Bamberg, Schweinfurt, Wurtzbourg et Nuremberg en Franconie. Cette région hautement vallonnée autrefois recouverte d'une forêt et recouverte aujourd'hui de forêts, de champs et de vignobles s'étend sur un espace de 1 280 km2, dont la moitié fait partie de l'espace protégé d'un parc naturel. Elle est jalonnée de villages fondés au Moyen Âge avec nombre de châteaux. Elle est surmontée de plusieurs petites montagnes, dont les plus élevées sont le Scheinberg (499 m), le Hohenlandsberg (498 m), le Zabelstein (489 m), le Knetzberg (487 m), le Schwanberg (474 m), le Friedrichsberg (473 m) et le Frankenberg (463 m).
Les coteaux de la région sont fameux pour les vignobles de Franconie. Les cépages les plus fréquents sont le müller-thurgau (30,3 %) et le sylvaner (21 %).